# Anna Erixon
Anna Jessica Maria Eriksson, känd som Anna Erixon, född 5 mars 1981, är en svensk montéryttare. Hon innehar licens vid Örebrotravet.

## Karriär
Anna Erixon spenderade som barn mycket tid i pappa Lars Erixons stall med travhästar, men började själv istället med hästhoppning. Hon bytte senare till en karriär som montéryttare, och är 2020 en av Sveriges mest framstående montéryttare. Hon har bland annat segrat i Åby Nordic Monté Trophy (2019), Prix Loic Seroux (2019) och Monté-SM (2020).
En av Erixons drömmar var att segra i montélopp i Frankrike, något som hon gjorde 2019, då hon red Ladyofthelake till seger i Prix Loic Seroux på Hippodrome de Pontchâteau. För sitt framgångsrika år 2019 tilldelades hon Svensk Travsports montépris tillsammans med Ladyofthelake och Lise-Lotte Nyström på Hästgalan 2020.
2021 blev Erixon historisk, då hon som första kvinna deltog i världens största montélopp, Prix de Cornulier, där hon red Galactica. Ekipaget galopperade dock tidigt i loppet och diskvalificerades.

## Större segrar i urval
| År   | Lopp                    | Häst          | Tränare            |
| ---- | ----------------------- | ------------- | ------------------ |
| 2019 | Åby Nordic Monté Trophy | Ladyofthelake | Lise-Lotte Nyström |
| 2019 | Prix Loic Seroux        | Ladyofthelake | Lise-Lotte Nyström |
| 2020 | Monté-SM                | Galactica     | Malin Bergström    |